# Konsztantyinovszki járás
A Konsztantyinovszki járás (oroszul: Константиновский муниципальный район) Oroszország egyik járása a Rosztovi területen. Székhelye Konsztantyinovszk.

## Népesség
- 1989-ben 36 741 lakosa volt.
- 2002-ben 36 595 lakosa volt.
- 2010-ben 33 159 lakosa volt, melyből 30 641 orosz, 530 örmény, 486 ukrán, 160 fehérorosz, 144 török, 106 moldáv, 91 cigány, 86 mari, 83 csuvas, 78 görög, 65 grúz, 60 azeri, 45 tatár, 44 lezg, 42 csecsen, 42 dargin, 31 tabaszaran, 29 német, 28 udmurt, 26 koreai, 25 üzbég stb.